# Crkva sv. Bartola apostola u Dežanovcu
Crkva sv. Bartola u Dežanovcu župna je rimokatolička crkva u Dežanovcu u Bjelovarsko-bilogorskoj županiji.
Jednobrodna je građevina pravokutnog tlocrta sa širokim, poligonalnim, sedmerostranim svetištem, sakristijom južno uz svetište te zvonikom u središnjoj osi glavnog pročelja. Smještena je u središtu naselja, na travnatoj parceli uz groblje. Lađa je natkrivena ravnim stropom, apsida stiješnjenom kalotom. U interijeru crkve primijenjeni su secesijski elementi što je rezultat obnove. Pjevalište počiva na dva masivna stuba, a ograđeno je ravnom, zidanom ogradom. Zidne plohe eksterijera ritmizirane su lezenama koje se izmijenjuju s velikim prozorskim otvorima. Crkva je sagrađena 1864. godine. Za crkvu je kupljeno zvono teško 26 kilograma, a skroman oltar i jedne male orgulje bili su poklon daruvarske župe Presvetog Trojstva.
Krov tornja župne crkve nekoliko je puta mijenjao oblik i visinu, da bi od 1932. godine bio na visini od trideset metara. Od 2021. godine nakon konstrukcije za dva metra je viši.

## Zaštita
Pod oznakom Z-2853 vodi se kao nepokretno kulturno dobro - pojedinačno, pravnog statusa zaštićena kulturnog dobra, klasificirano kao "sakralna graditeljska baština".